# Lijst van afleveringen van Wallander
Dit artikel bevat de afleveringen van de Britse televisieserie Wallander. Deze serie bestond uit vier seizoenen van elk drie afleveringen.

## Seizoen 1 (2008)

### Hoofdrolspelers
- Kenneth Branagh - Kurt Wallander
- Jeany Spark - Linda Wallander
- David Warner - Povel Wallander
- Richard McCabe - Nyberg
- Sarah Smart - Anne-Britt Hoglund
- Sadie Shimmin - Lisa Holgersson
- Tom Hiddleston - Magnus Martinsson
- Boel Larsson - Ebba
- Tom Beard - Svedberg

### Afleveringen
| Nr. | Aflevering | Titel           | Regisseur        | Schrijver(s)                   | Selectie gastrollen | Uitzenddatum     |  |
| --- | ---------- | --------------- | ---------------- | ------------------------------ | --- | ---------------- |  |
| 1 | 1          | Sidetracked     | Philip Martin    | Richard Cottan                 | Polly Hemingway - Gertrude Ashley Madekwe - Dolores Maria Santana Jon Laurimore - Edvin Salomonsson                         | 30 november 2008 |  |
| Kurt Wallander is getuige van een jong meisje dat zichzelf in brand steekt. Hiervan nog niet emotioneel van hersteld, wordt hij naar een moord geroepen, een minister is vermoordt waarbij hij is gescalpeerd. Snel hierna wordt een rijke zakenman ook vermoordt gevonden met dezelfde werkwijze, en het wordt al snel duidelijk dat de politie met een seriemoordenaar te maken heeft. Kurt wordt dan gewezen op een gepensioneerde en corrupte hoofd van justitie, die toegeeft dat hij voor de dode slachtoffers dingen uit dossiers heeft laten verdwijnen. Maar na deze bekentenis zwijgt hij verder over meer informatie. Dan volgt er nog een slachtoffer, een bekende crimineel die zwaar werd mishandeld voor zijn dood. Kurt stelt zijn vrouw en tienerzoon hiervan op de hoogte, en merkt al snel dat zij niet erg bedroefd zijn over zijn dood. Het gedrag van het laatste slachtoffer heeft ervoor gezorgd dat zijn jongere zoon zwaar is getraumatiseerd, en zijn dochter opgenomen is in een psychiatrisch ziekenhuis. Nadat een nieuw slachtoffer wordt gescalpeerd, en een oproep aan het publiek, komt een voormalige prostituee naar voren, en zij vertelt aan Kurt dat alle slachtoffers in verbinding staan met kleinschalige seksfeesten. Op deze feesten werden minderjarige meisjes ingevlogen, en de gasten hadden hooggeplaatste functies. Het jong meisje dat zichzelf in brand had gestoken voor de ogen van Kurt was waarschijnlijk een van deze meisjes. Kurt en zijn team vallen dan het huis van de gepensioneerde en corrupte hoofd van justitie, en vinden daar in de kelder vastgehouden meisjes die klaargemaakt werden voor seksfeestjes. Kurt vermoedt dat hij op het lijstje staat van de moordenaar en gebruikt hem om een val op te zetten voor de moordenaar. |            |                 |                  |                                | |                  |  |
| 2 | 2          | Firewall        | Niall MacCormick | Richard Cottan Richard McBrien | Orla Brady - Ella Lindfeldt Susannah Fielding - Sonja Hokberg Angela Terence - Eva Persson Ysobel Gonzalez - moeder van Eva | 7 december 2008  |  |
| Kurt en zijn team onderzoeken een moord en een onverklaarbare verdwijning. Na een bloederige moord op een taxichauffeur arresteren zij de achttienjarige Sonja Hockberg die onder het bloed zit. In hechtenis bekent zij meteen de moord, maar wil verder geen informatie hierover delen. Later wordt Denis Falk op straat dood gevonden, hij blijkt net voor zijn dood een geldautomaat te hebben gebruikt. Na medisch onderzoek blijkt dat hij gestorven is door een hartstilstand, maar Kurt twijfelt hieraan nadat hij ontdekt dat Denis kort geleden nog medisch gekeurd was. Wanneer Sonja ontsnapt uit de gevangenis en het lichaam van Denis vanuit het mortuarium wordt gestolen, ontdekt de politie een connectie tussen deze twee zaken. De politie vindt dan de computer van Denis, en zien dat deze een programma draait die een aanslag op de financiële wereld voorbereid. Ondertussen zet Linda, de dochter van Kurt, een datingprofiel van haar vader op een datingsite. Kurt krijgt dan al snel een reactie van een aantrekkelijke vrijgezelle dame, kan dit een begin zijn van een nieuw leven. |            |                 |                  |                                | |                  |  |
| 3 | 3          | One Step Behind | Philip Martin    | Richard Cottan                 | Ben Meyjes - Louise / Ake Anna Ahlerup - Astrid Hillstrom Lorraine Brunning - Eva Hillstrom Melker Sörensen - Martin Boge   | 14 december 2008 |  |
| Drie tieners worden in een bos tijdens een picknick gekleed in historische kleding bruut dood geschoten. De moeder van een van de tieners doet bij de politie aangifte van vermissing van haar dochter. Aangezien er een ansichtkaart vanuit Parijs uit haar naam is verstuurd, besteed de politie er weinig aandacht aan. Dan wordt Svedberg, collega van Kurt, in zijn woning doodgeschoten gevonden, en het blijkt dat Svedberg voor zijn dood veel interesse toonde in de bewegingen van de drie tieners. In de woning van Svedberg vindt Kurt meer foto's van de drie tieners, en ook een foto van een onbekende dame. Deze dame wordt later geïdentificeerd als Louise, de ex-vriendin van Svedberg. Dan worden de lichamen van de drie tieners in het bos gevonden, en later wordt een vriendin van deze drie ook vermoord. Voordat de vriendin vermoord werd, vertelde zij aan Kurt dat Svedberg homoseksueel was en dat Louise een travestiet is. Nu moet Kurt zien te ontdekken wie achter deze moorden zit, voordat er meerdere slachtoffers vallen. Ondertussen ontdekt Kurt dat hij aan suikerziekte lijdt en dat hij zijn levensstijl snel zal moeten aanpassen. |            |                 |                  |                                | |                  |  |

## Seizoen 2 (2010)

### Hoofdrolspelers
- Kenneth Branagh - Kurt Wallander
- Jeany Spark - Linda Wallander
- David Warner - Povel Wallander
- Richard McCabe - Nyberg
- Sarah Smart - Anne-Britt Hoglund
- Sadie Shimmin - Lisa Holgersson
- Tom Hiddleston - Magnus Martinsson
- Polly Hemingway - Gertrude
- William Scott-Masson - Daniel Gylling

### Afleveringen
| Nr. | Aflevering | Titel              | Regisseur        | Schrijver(s)                | Selectie gastrollen                                                                                                 | Uitzenddatum    |  |
| --- | ---------- | ------------------ | ---------------- | --------------------------- | --- | --------------- |  |
| 4 | 1          | Faceless Killers   | Hettie MacDonald | Richard Cottan              | Joanne Howarth - Hanna Lovgren Michael Gould - Rune Bergman Dave Hill - Lars Herdin                                 | 3 januari 2010  |  |
| In een afgelegen boerderij worden de man en vrouw bruut vermoord, voordat de vrouw aan haar verwondingen sterft fluistert zij nog een paar woorden naar Kurt. Kurt meent dat hij uit de woorden buitenlanders opmaakt, maar kan dit niet met zekerheid zeggen. Door zijn twijfel hierover wil hij dit binnenkamers houden, maar tot zijn woede ontdekt hij dat dit toch naar de pers is gelekt. Deze lek zorgt ervoor dat er mensen wraak nemen op buitenlanders, en dit eindigt in een dodelijke schietpartij op een buitenlandse werknemer. Een anonieme rechtse beweging neemt de verantwoordelijkheid hiervoor op, en dreigt nog met een aanslag. Kurt ontdekt dat de boer een geheime bankrekening had met een groot bedrag erop, en denkt dat dit een motief voor de moorden kan zijn. Tijdens het onderzoek van de moord op het boerenechtpaar, wordt Kurt gedwongen om ook onderzoek te doen naar de moord op de buitenlandse arbeider. Tijdens het onderzoek wordt Kurt steeds meer geobsedeerd, en dit kost bijna zijn baan en zijn leven als hij oog in oog komt te staan met de moordenaars. |            |                    |                  |                             | |                 |  |
| 5 | 2          | The Man Who Smiled | Andy Wilson      | Simon Donald Richard Cottan | David Sibley - Sten Torstensson Sally Hurst - Anna Rupert Graves - Alfred Harderberg Vincent Regan - Anders Ekman   | 10 januari 2010 |  |
| Kurt is na zijn laatste onderzoek met ziekteverlof, en komt in een verlaten pension bij van zijn psychische problemen. Dan krijgt hij bezoek van zijn oude vriend Sten Torstenssen, en die vertelt hem dat zijn vader onder verdachte omstandigheden is gestorven bij een auto-ongeluk en wil dat Kurt hier verder onderzoek naar doet. Kurt vertelt Sten dat hij nog niet in staat is om terug te keren en wijst hem de deur, maar komt hier later op terug als Sten ook onder verdachte omstandigheden dood wordt gevonden. Medisch onderzoek wijst dan uit dat zowel Sten als zijn vader vermoord zijn. De secretaresse van Sten laat Kurt dan een ansichtkaart zien die Sten had ontvangen vanuit Afrika met daarop een doodsbedreiging. Kurt gaat dan naar de rijke filantroop Harderberg, waar Sten en zijn vader als advocaat voor werkte, en die verklaart ook zo'n ansichtkaart te hebben ontvangen. Kurt ontdekt dat deze kaarten uit hetzelfde hotel zijn verstuurd door een zekere Jurgen Nordfeldt, die later een moordaanslag overleeft. Jurgen ontdekte kortgeleden dat Hardenberg en de familie Torstenssen achter een illegale orgaanhandel zitten vanuit Afrika, en wilde hen hierop aanspreken. Kurt krijgt in zijn jacht op de moordenaar hulp van een ex-politieman, die nu werkt bij de beveiliging van Hardenberg. |            |                    |                  |                             | |                 |  |
| 6 | 3          | The Fifth Woman    | Aisling Walsh    | Richard Cottan              | Stefan Karlsson - Gosta Runfeldt Saskia Reeves - Vanja Andersson Phyllis Logan - Inga Wallander Claire Cox - Yvonne | 17 januari 2010 |  |
| Wanneer drie oudere mannen, Holger Eriksson, Gosta Runfeldt en Eugen Blomberg, vermoord worden gevonden gaat Kurt op onderzoek uit. Op het eerste gezicht hebben de drie mannen geen connectie met elkaar. De koffer van Gosta onthult een geur van parfum, en Kurt denkt dan dat er een vrouw betrokken is bij de moorden. Tevens ontdekt Kurt dat de nabestaanden van de slachtoffers weinig rouw vertonen, en dat de slachtoffers vrouwen als oud vuil behandelden. Dit doet Kurt pijn, vooral omdat zijn eigen vader net overleden is. Een boek bij Holger onthult de naam van een vrouw genaamd Krista, en dit leidt Kurt naar een hulpgroep voor mishandelde vrouwen. Een van de deelnemers aan deze groep is Vanja, de ex-vriendin en medewerkster van Gosta, waar Kurt speciale belangstelling in krijgt. Nu moet Kurt zien te ontdekken of de moordenaar in deze groep gezocht moet worden, en of hij deze kan stoppen voordat zij meerdere moorden pleegt. |            |                    |                  |                             | |                 |  |

## Seizoen 3 (2012)

### Hoofdrolspelers
- Kenneth Branagh - Kurt Wallander
- Jeany Spark - Linda Wallander
- Richard McCabe - Nyberg
- Sarah Smart - Anne-Britt Hoglund
- Barnaby Kay - Lennart Mattson
- Mark Hadfield - Stefan Lindeman
- Rebekah Staton - Kristina Albinsson

### Afleveringen
| Nr. | Aflevering | Titel              | Regisseur       | Schrijver(s)  | Selectie gastrollen | Uitzenddatum |  |
| --- | ---------- | ------------------ | --------------- | ------------- | --- | ------------ |  |
| 7 | 1          | An Event in Autumn | Toby Haynes     | Peter Harness | Saskia Reeves - Vanja Andersson Albert Maris - Peter Andersson Nicholas Moss - kapitein veerboot Maya Wasowicz - Snezna Botez                                 | 8 juli 2012  |  |
| Terwijl Kurt bezig is met het onderzoek naar de dood van een zwanger meisje dat van een veerboot is geduwd, ontdekt hij in zijn tuin bij zijn nieuwe woning waar hij met zijn nieuwe vriendin Vanja een tienjaar oud skelet. Zijn oudere buurman stuurt hem naar de vorige bewoners van zijn woning, de gewelddadige Jan Petrus waarvan zijn dochter Ellika al decennia wordt vermist. Als het zwangere meisje van de veerboot wordt geïdentificeerd door haar vriendin wordt zij ook vermoord gevonden. Kurt krijgt dan contact met Ellika, die levend en wel in Amerika woont, die Kurt belangrijke informatie geeft om het gevonden lichaam in zijn tuin en de dader te identificeren. De daaropvolgende confrontatie met de dader lost ook meteen de moorden op de laatste meisjes op. |            |                    |                 |               | |              |  |
| 8 | 2          | The Dogs of Riga   | Esther Campbell | Peter Harness | Søren Malling - Karlis Liepa Ingeborga Dapkūnaitė - Baiba Liepa Arturs Skrastins - Putnis Zoltan Butuc - Murnieks                                             | 15 juli 2012 |  |
| De ontdekking van twee lichamen, met zware verminkingen, in een reddingsboot op zee brengt rechercheur Karlis Liepa uit Riga naar Ystad. Hij vertelt Kurt dat de slachtoffers twee bendeleden uit Riga zijn en dat zij zijn informanten waren. Later wordt er ingebroken in het politiebureau, en wordt er ontdekt dat de inbrekers drugs gestolen hebben dat verstopt zat in de reddingsboot. Karlis keert terug naar Riga en wordt daar dan al snel vermoord gevonden, Kurt snelt zich dan naar Riga om de politie daar te assisteren. Kurt ontdekt al snel dat Karlis zijn gegevens uit Ystad niet aan zijn chefs heeft overgelegd. Kurt ontdekt ook dat zijn hotelkamer voorzien is van afluisterapparatuur en dat hij achtervolgd wordt door journalist Sergei Upitis, die hem vertelde dat de politie in Riga zwaar corrupt is. Sergei wordt dan gearresteerd en wordt aangeklaagd voor de moord op Karlis, en wordt later in zijn cel dood door ophanging gevonden. De politie in Riga sluit dan de zaak, aangezien zij denken dat de moord op Karlis hierbij opgelost is, maar Kurt heeft hier zijn twijfels over. Hij gaat dan samen met de weduwe van Karlis, Baiba, op zoek naar de notities van Karlis. Na deze gevonden te hebben zijn zij in staat om de werkelijke moordenaar van Karlis en Sergei te ontmaskeren. |            |                    |                 |               | |              |  |
| 9 | 3          | Before the Frost   | Charles Martin  | Peter Harness | Paul Andrew Williams - Janek Langas Maimie McCoy - Anna Westin Lindsay Duncan - Monika Westin David Mallinson - Erik Westin Andrew Buckley - pastoor Svensson | 22 juli 2012 |  |
| Een oudere vrouw wordt in een bos vermoord door een man die zij betrapte terwijl hij een brand veroorzaakte en begraaft haar samen met een Bijbel. Dankzij vingerafdrukken wordt de man geïdentificeerd als Jannek Langas, een religieuze en fanatieke maniak en brandstichter. Hij was pasgeleden ontsnapt uit een inrichting en kocht onder een valse naam een huis vlak bij Ypstad. Kurt ontdekt dat Jannek een bankrekening heeft met daarop een groot som geld. Tegelijkertijd krijgt Kurt een mysterieus bezoek van Anna, een oude vriendin van zijn dochter Linda, die dan weer snel verdwijnt. Jannek breekt een school binnen en pleegt daar zelfmoord door zich te overgieten met benzine wat hij dan aansteekt. Kurt ontdekt dat Jannek en Anna samen deel namen aan een fundamentalistische christelijke groep, en dat andere leden van deze groep zelfmoordaanslagen plegen. Kurt moet nu snel ontdekken wie achter deze groep zit en verantwoordelijk is voor de doden, en of Anna een mededader of slachtoffer is. |            |                    |                 |               | |              |  |

## Seizoen 4 (2016)

### Hoofdrolspelers
- Kenneth Branagh - Kurt Wallander
- Jeany Spark - Linda Wallander
- Richard McCabe - Nyberg
- Barnaby Kay - Lennart Mattson
- Terrence Hardiman -  Hakan von Enke
- Harry Hadden-Paton -  Hans von Enke
- Ann Bell - Louise von Enke
- Joe Claflin - Tobias Eliasson
- John Lightbody - dr. Öberg

### Afleveringen
| Nr. | Aflevering | Titel             | Regisseur      | Schrijver(s)  | Selectie gastrollen | Uitzenddatum |  |
| --- | ---------- | ----------------- | -------------- | ------------- | --- | ------------ |  |
| 10 | 1          | The White Lioness | Benjamin Caron | James Dormer  | Alex Ferns - Axel Hedeman Deon Lotz - kolonel Julian van Heerden John Kani - Max Khulu Bonnie Henna - Grace Mthembu             | 22 mei 2016  |  |
| Kurt is op bezoek in Zuid-Afrika voor een politieconferentie met politiemensen uit de hele wereld. Daar wordt zijn hulp ingeroepen door de plaatselijke politie nadat een Zweedse vrouw is ontvoerd. Hij krijgt daar al snel te maken met de naweeën van de apartheid, en gewelddadige bendeleden die niet willen meewerken. Samen met zijn Zuid-Afrikaanse collega komt hij in een wereld van achtergestelde zwarte bewoners en corrupte bewindslieden. Kurt beseft dat de kans op het levend terugvinden van de Zweedse vrouw steeds kleiner wordt nadat de tijd verstrijkt. |            |                   |                |               | |              |  |
| 11 | 2          | A Lesson in Love  | Benjamin Caron | Peter Harness | Clive Wood - Gustav Ericsson Hugh Mitchell - Pontus Ericsson Thomas Coombes - Stefan Persson Ingeborga Dapkūnaitė - Baipa Liepa | 29 mei 2016  |  |
| Kurt is bezig met een onderzoek naar een vermist meisje nadat haar moeder werd vermoord. Hij komt dan in aanraking met een gewelddadige motorclub die op een land verblijven dat eigendom was van het slachtoffer. Hij moet dan snel zien te ontdekken wie de moordenaar is voordat het met de motorclub escaleert, en waar het vermist meisje is gebleven. Ondertussen krijgt Kurt steeds meer last van medische problemen en zoekt dan toch hulp bij zijn huisarts, die hem echter geen goed nieuws kan geven. |            |                   |                |               | |              |  |
| 12 | 3          | The Troubled Man  | Benjamin Caron | Peter Harness | Simon Chandler - Nils Ytterberg Christopher Fairbank - Sten Norlander Garrick Hagon - Steven Wilson Boel Larsson - Simona       | 5 juni 2016  |  |
| Wanneer de schoonvader en ex-marinier van Linda wordt vermist roept zij de hulp in van Kurt, die ondanks zijn medische problemen toch zijn hulp aanbiedt. Tijdens zijn onderzoek ontdekt hij dat de vermissing te maken heeft met een marine incident tussen Zweden en Rusland van dertig jaar geleden. Wanneer de zaak geen voorruitgang biedt vindt Kurt de schoonmoeder dood door ophanging aan een boom. Het lijkt zelfmoord maar Kurt ontdekt al snel dat zij echter vermoord is. Wanneer Kurt de schoonvader levend en wel terug vindt wordt de waarheid duidelijk over wat er nu en in het verleden gebeurd is. Nadat deze zaak opgelost is beseft Kurt dat hij door zijn medische problemen zijn werk als politie inspecteur moet opgeven, en dit valt hem zwaar. |            |                   |                |               | |              |  |